# Selecció de futbol de l'Uruguai
La selecció de futbol de l'Uruguai (en castellà i oficialment, Selección Uruguaya de Fútbol o Selección de fútbol de Uruguay) representa l'Uruguai en les competicions internacionals de futbol. És controlada per l'Associació Uruguaiana de Futbol. L'entrenador actual és Óscar Washington Tabárez. La selecció és popularment coneguda com La Celeste (La Blau Cel).
Segons el rànquing de la classificació mundial de la FIFA, actualitzat el 6 de juny de 2012, la selecció uruguaiana és la segona millor del món, superada només per Espanya.
Uruguai és l'actual campió sud-americà, després de guanyar la Copa Amèrica de futbol 2011. En concret, la selecció uruguaiana guanyà la copa 15 cops, seguits per l'Argentina, amb 14, i pel Brasil, amb 8. L'equip també guanyà la Copa del Món de Futbol dos cops, incloent-hi la de 1930 com a amfitrions, derrotant l'Argentina 4–2 a la final. Aconseguí el seu segon títol el 1950, derrotant el Brasil, amfitriona i favorita, per 2–1 a la final. La selecció de l'Uruguai també té dues medalles d'or olímpic: 1924 i 1928.
El rendiment de l'Uruguai es veu amplificat pel fet que és un país petit geogràficament i poblacionalment, amb 3,5 milions d'habitants. L'Uruguai és de lluny el país més petit en haver guanyat la Copa del Món de Futbol. La segona selecció més petita poblacionalment en aconseguir aquest resultat és l'Argentina, amb una població de poc més de 40 milions de persones. Uruguai és també la nació més petita en haver guanyat una medalla a la Copa del Món; només sis nacions amb una població actualment més petita que la de l'Uruguai han participat alguna vegada en una Copa del Món: Irlanda del Nord (3 cops), Eslovènia (dos), Gal·les, Kuwait, Jamaica i Trinitat i Tobago. L'Uruguai també és el país més petit en haver aconseguit guanyar dues medalles olímpiques d'or en un esport d'equip.

## Història

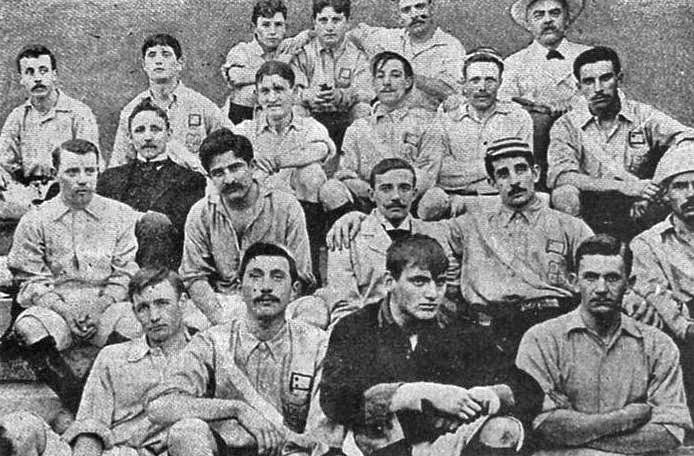
La selecció de futbol de l'Uruguai durant el partit amistós contra l'Argentina el 13 de setembre de 1903 a Buenos Aires.

La selecció de futbol de l'Uruguai jugà el seu primer partit el 16 de maig de 1901 a Montevideo contra la selecció de l'Argentina. La victòria fou per als argentins per 2 a 3. Fins a l'any 1916, va disputar un total de 30 partits, tots excepte un contra l'Argentina. Aquell any es disputà la primera edició de la Copa Amèrica de futbol, amb la victòria final de l'Uruguai. La primera derrota en un partit oficial de la selecció charrúa no arribà fins al 1919, on perdé amb Brasil per 2 a 1.
L'any 1924, la selecció de l'Uruguai viatjà a París per a competir als Jocs Olímpics. L'equip derrotà tots els seus contrincants europeus i guanyà la medalla d'or fàcilment, èxit que repetí quatre anys més tard als Jocs Olímpics d'Amsterdam 1928. La selecció de l'Uruguai dels anys vint era la més potent del planeta, exceptuant els professionals britànics que per aquelles dates s'havien aïllat de la resta de futbol mundial.
A causa d'aquest doble triomf olímpic i aprofitant que se celebrava el centenari de la independència de la nació uruguaiana del Brasil, aquest país fou escollit per a organitzar el primer Mundial de futbol, l'any 1930. La selecció blau-cel continuà la seva bona estadística i vencé la competició derrotant l'Argentina per 4 a 2 en la final.
Després de la Segona Guerra Mundial, l'Uruguai guanyà de nou la Copa del Món de 1950 derrotant els amfitrions, el Brasil en la final a l'estadi de Maracanã, en un partit que fou anomenat com a Maracanaço. Des d'aleshores les participacions de la selecció a les fases finals del Mundial no han estat tan reeixides. Classificà en quarta posició a les edicions de 1954 i 1970 com a resultats més meritoris. Durant aquest període, però, aconseguí guanyar sis cops la Copa Amèrica de futbol, per un total acumulat de 14 (fins a l'any 2005).

## Estadi
Des de 1930, l'Uruguai disputa els seus partits a l'Estadio Centenario de Montevideo. L'estadi fou construït com a celebració del centenari de la independència del país i tenia una capacitat de 100.000 espectadors quan fou inaugurat. Fou seu de la Copa del Món de Futbol 1930.

## Evolució de l'uniforme
L'actual uniforme de la selecció uruguaiana va ser adoptat l'any 1910 en homenatge al club desaparegut River Plate FC.
El primer partit internacional disputat per un equip uruguaià va tenir lloc a Montevideo el 1889 contra un equip de Buenos Aires. L'equip de Montevideo era el Montevideo Cricket Club (actualment un club de rugbi). El primer partit oficial de la selecció fou jugat, també, a Montevideo el 1901. En aquella ocasió l'equip nacional de l'Uruguai usà l'uniforme de l'Albion FC. L'Albion havia guanyat el primer partit fora de l'Uruguai contra l'equip argentí del Retiro el 1896 a Buenos Aires.
Entre 1901 i 1910, es disputaren diversos partits entre l'Uruguai i l'Argentina. L'Uruguai jugà amb samarreta blava i blanca a ratlles verticals i l'Argentina de blau turquesa, just els colors a l'inrevés que usen avui en dia.
Quatre estels apareixen sobre l'escut de l'equip. Representen els dos campionats mundials guanyats el 1930 i el 1950, i les dues medalles d'or olímpiques dels anys 1924 i 1928.
| 1889 (Montevideo C.C) 1901 (Albion F.C.) | 1901 - 1910 | 1901 - 1910 | 1901 - 1910 | 1901 - 1910 | 1901 - 1910 | 1910 - 2006 1991-1996 |

## Resultats

### Copa del Món de Futbol
Campions      Finalistes      Tercers      Quarts
Un requadre vermell indica que eren amfitrions del campionat.
| Historial a la Copa del Món | Historial a la Copa del Món | Historial a la Copa del Món | Historial a la Copa del Món | Historial a la Copa del Món | Historial a la Copa del Món | Historial a la Copa del Món | Historial a la Copa del Món | Historial a la Copa del Món |
| Edició                      | Fase                        | Posició                     | PJ                          | PG                          | PE                          | PP                          | GF                          | GC                          |
| --------------------------- | --------------------------- | --------------------------- | --------------------------- | --------------------------- | --------------------------- | --------------------------- | --------------------------- | --------------------------- |
| 1930                        | Campions                    | 1s                          | 4                           | 4                           | 0                           | 0                           | 15                          | 3                           |
| 1934                        | No hi participaren          | No hi participaren          | No hi participaren          | No hi participaren          | No hi participaren          | No hi participaren          | No hi participaren          | No hi participaren          |
| 1938                        | No hi participaren          | No hi participaren          | No hi participaren          | No hi participaren          | No hi participaren          | No hi participaren          | No hi participaren          | No hi participaren          |
| 1950                        | Campions                    | 1s                          | 4                           | 3                           | 1                           | 0                           | 15                          | 5                           |
| 1954                        | Semifinals                  | 4s                          | 5                           | 3                           | 0                           | 2                           | 16                          | 9                           |
| 1958                        | No es classificaren         | No es classificaren         | No es classificaren         | No es classificaren         | No es classificaren         | No es classificaren         | No es classificaren         | No es classificaren         |
| 1962                        | Primera fase                | 12s                         | 3                           | 1                           | 0                           | 2                           | 4                           | 6                           |
| 1966                        | Quarts de final             | 7s                          | 4                           | 1                           | 2                           | 1                           | 2                           | 5                           |
| 1970                        | Semifinals                  | 4s                          | 6                           | 2                           | 1                           | 3                           | 4                           | 5                           |
| 1974                        | Primera fase                | 13s                         | 3                           | 0                           | 1                           | 2                           | 1                           | 6                           |
| 1978                        | No es classificaren         | No es classificaren         | No es classificaren         | No es classificaren         | No es classificaren         | No es classificaren         | No es classificaren         | No es classificaren         |
| 1982                        | No es classificaren         | No es classificaren         | No es classificaren         | No es classificaren         | No es classificaren         | No es classificaren         | No es classificaren         | No es classificaren         |
| 1986                        | Vuitens de final            | 16s                         | 4                           | 0                           | 2                           | 2                           | 2                           | 8                           |
| 1990                        | Vuitens de final            | 16s                         | 4                           | 1                           | 1                           | 2                           | 2                           | 5                           |
| 1994                        | No es classificaren         | No es classificaren         | No es classificaren         | No es classificaren         | No es classificaren         | No es classificaren         | No es classificaren         | No es classificaren         |
| 1998                        | No es classificaren         | No es classificaren         | No es classificaren         | No es classificaren         | No es classificaren         | No es classificaren         | No es classificaren         | No es classificaren         |
| 2002                        | Primera fase                | 26s                         | 3                           | 0                           | 2                           | 1                           | 4                           | 5                           |
| 2006                        | No es classificaren         | No es classificaren         | No es classificaren         | No es classificaren         | No es classificaren         | No es classificaren         | No es classificaren         | No es classificaren         |
| 2010                        | Semifinals                  | 4s                          | 7                           | 3                           | 2                           | 2                           | 11                          | 8                           |
| 2014                        | Vuitens de final            | 12s                         | 4                           | 2                           | 0                           | 2                           | 4                           | 6                           |
| 2018                        | Quarts de final             | 5s                          | 5                           | 4                           | 0                           | 1                           | 7                           | 3                           |
| 2022                        | Primera fase                | 20s                         | 3                           | 1                           | 1                           | 1                           | 2                           | 2                           |
| 2026                        | Pendent                     | Pendent                     | Pendent                     | Pendent                     | Pendent                     | Pendent                     | Pendent                     | Pendent                     |
| 2030                        | Pendent                     | Pendent                     | Pendent                     | Pendent                     | Pendent                     | Pendent                     | Pendent                     | Pendent                     |
| 2034                        | Pendent                     | Pendent                     | Pendent                     | Pendent                     | Pendent                     | Pendent                     | Pendent                     | Pendent                     |
| Total                       | 2 títols                    | 2 títols                    | 59                          | 25                          | 13                          | 21                          | 89                          | 76                          |

#### Enfrontaments en Copes del Món
| França           | 3 | 1 | 2 | 0 | 2 | 1 | Colòmbia        | 1 | 1 | 0 | 0 | 2 | 1 | Israel   | 1 | 1 | 0 | 0 | 2 | 0 |
| Suècia           | 3 | 1 | 0 | 2 | 3 | 6 | URSS            | 2 | 1 | 0 | 1 | 2 | 2 | Perú     | 1 | 1 | 0 | 0 | 1 | 0 |
| Alemanya Federal | 3 | 0 | 1 | 2 | 1 | 6 | Espanya         | 2 | 0 | 2 | 0 | 2 | 2 | Senegal  | 1 | 0 | 1 | 0 | 3 | 3 |
| Corea del Sud    | 2 | 2 | 0 | 0 | 3 | 1 | Itàlia          | 2 | 0 | 1 | 1 | 0 | 2 | Bulgària | 1 | 0 | 1 | 0 | 1 | 1 |
| Escòcia          | 2 | 1 | 1 | 0 | 7 | 0 | Països Baixos   | 2 | 0 | 0 | 2 | 2 | 5 | Ghana    | 1 | 0 | 1 | 0 | 1 | 1 |
| Anglaterra       | 2 | 1 | 1 | 0 | 4 | 2 | Dinamarca       | 2 | 0 | 0 | 2 | 2 | 8 | Alemanya | 1 | 0 | 0 | 1 | 2 | 3 |
| Mèxic            | 2 | 1 | 1 | 0 | 1 | 0 | Bolívia         | 1 | 1 | 0 | 0 | 8 | 0 | Hongria  | 1 | 0 | 0 | 1 | 2 | 4 |
| Argentina        | 2 | 1 | 0 | 1 | 4 | 3 | Romania         | 1 | 1 | 0 | 0 | 4 | 0 | Àustria  | 1 | 0 | 0 | 1 | 1 | 3 |
| Brasil           | 2 | 1 | 0 | 1 | 3 | 4 | Sud-àfrica      | 1 | 1 | 0 | 0 | 3 | 0 | Bèlgica  | 1 | 0 | 0 | 1 | 1 | 3 |
| Iugoslàvia       | 2 | 1 | 0 | 1 | 7 | 4 | República Txeca | 1 | 1 | 0 | 0 | 2 | 0 |          |   |   |   |   |   |   |

### Copa Amèrica
| 1916 | Campió          | 1917 | Campió          |    |     |     |      |       |
| 1919 | Final - 2n lloc | 1920 | Campió          |    |     |     |      |       |
| 1921 | 3r lloc         | 1922 | 3r lloc         |    |     |     |      |       |
| 1923 | Campió          | 1924 | Campió          |    |     |     |      |       |
| 1925 | No participà    | 1926 | Campió          |    |     |     |      |       |
| 1927 | Final - 2n lloc | 1929 | 3r lloc         |    |     |     |      |       |
| 1935 | Campió          | 1937 | 4t lloc         |    |     |     |      |       |
| 1939 | Final - 2n lloc | 1941 | Final - 2n lloc |    |     |     |      |       |
| 1942 | Campió          | 1945 | 4t lloc         |    |     |     |      |       |
| 1946 | 4t lloc         | 1947 | 3r lloc         |    |     |     |      |       |
| 1949 | 6è lloc         | 1953 | 3r lloc         |    |     |     |      |       |
| 1955 | 4t              | 1956 | Campió          |    |     |     |      |       |
| 1957 | 3r lloc         | 1959 | 6è lloc         |    |     |     |      |       |
| 1959 | Campió          | 1963 | No participà    |    |     |     |      |       |
| 1967 | Campió          | 1975 | Semifinals      |    |     |     |      |       |
| 1979 | Primera fase    | 1983 | Campió          |    |     |     |      |       |
| 1987 | Campió          | 1989 | Final - 2n lloc |    |     |     |      |       |
| 1991 | Primera fase    | 1993 | Quarts de final |    |     |     |      |       |
| 1995 | Campió          | 1997 | Primera fase    |    |     |     |      |       |
| 1999 | Final - 2n lloc | 2001 | 4t lloc         |    |     |     |      |       |
| 2004 | 3r lloc         | 2007 | 4t lloc         |    |     |     |      |       |
| 2011 | Campió          |      |                 |    |     |     |      |       |
| 2015 | Quarts de final |      |                 |    |     |     |      |       |
| 2016 | Primera fase    |      |                 |    |     |     |      |       |
| Taula general: 1r lloc |                 |      |                 |    |     |     |      |       |
| \| Pts \| PJ \| PG \| PE \| PP \| GF \| GC \| Dif \| Rend \| \| --- \| --- \| --- \| -- \| -- \| --- \| --- \| ---- \| ----- \| \| 342 \| 186 \| 104 \| 30 \| 52 \| 386 \| 212 \| +174 \| 61,3% \| |                 |      |                 |    |     |     |      |       |
| Pts | PJ              | PG   | PE              | PP | GF  | GC  | Dif  | Rend  |
| 342 | 186             | 104  | 30              | 52 | 386 | 212 | +174 | 61,3% |

## Partits

### Estadístiques totals
Nota: No inclou Jocs Panamericans ni competicions de seleccions jovenils o d'altres competicions de futbol, com ara futbol platja o futsal.
A continuació hi ha una llista d'alguns dels partits de les primeres tres dècades del segle xx i de la segona dècada del segle xxi (els més recents).

#### Per competició
| Competició                          | PJ  | PG  | PE  | PP  | GF  | GC  | Dif | Efe   |
| ----------------------------------- | --- | --- | --- | --- | --- | --- | --- | ----- |
| Copa del Món de Futbol              | 47  | 18  | 12  | 17  | 76  | 64  | 12  | 46,8% |
| Jocs Olímpics                       | 10  | 9   | 1   | 0   | 32  | 7   | 25  | 93,3% |
| Copa Confederacions                 | 5   | 3   | 0   | 2   | 8   | 6   | 2   | 60%   |
| Copa Amèrica de futbol              | 190 | 106 | 33  | 51  | 393 | 211 | 182 | 61,6% |
| Classificació per a la Copa del Món | 121 | 54  | 34  | 33  | 165 | 122 | 43  | 54,0% |
| Amistosos                           | 442 | 165 | 117 | 160 | 608 | 611 | -3  | 46,2% |

| TOTAL | 815 | 355 | 197 | 263 | 1282 | 1021 | 261 | 51,6% |
| ----- | --- | --- | --- | --- | ---- | ---- | --- | ----- |

#### Per oponent
| Oponent              | PJ  | PG | PE | PP | GF  | GC  | Dif | Efe   |
| -------------------- | --- | -- | -- | -- | --- | --- | --- | ----- |
| Alemanya Democràtica | 6   | 1  | 2  | 3  | 4   | 7   | -3  | 27,8% |
| Alemanya             | 11  | 1  | 2  | 8  | 12  | 29  | -17 | 15,2% |
| Algèria              | 1   | 0  | 0  | 1  | 0   | 1   | -1  | 0%    |
| Anglaterra           | 10  | 4  | 3  | 3  | 13  | 10  | 3   | 50%   |
| Angola               | 1   | 1  | 0  | 0  | 2   | 0   | 2   | 100%  |
| Aràbia Saudita       | 1   | 0  | 0  | 1  | 2   | 3   | -1  | 0%    |
| Argentina            | 181 | 56 | 42 | 83 | 219 | 292 | -73 | 38,7% |
| Austràlia            | 9   | 4  | 1  | 4  | 8   | 6   | 2   | 48,1% |
| Àustria              | 2   | 1  | 0  | 1  | 3   | 3   | 0   | 50%   |
| Bèlgica              | 2   | 0  | 0  | 2  | 1   | 5   | -4  | 0%    |
| Bolívia              | 40  | 26 | 8  | 6  | 97  | 24  | 73  | 71,7% |
| Brasil               | 70  | 19 | 19 | 32 | 90  | 125 | -35 | 36,2% |
| Bulgària             | 1   | 0  | 1  | 0  | 1   | 1   | 0   | 33,3% |
| Canadà               | 1   | 1  | 0  | 0  | 3   | 1   | 2   | 100%  |
| Colòmbia             | 36  | 17 | 9  | 10 | 52  | 39  | 13  | 55,6% |
| Corea del Sud        | 6   | 5  | 1  | 0  | 11  | 4   | 7   | 88,9% |
| Costa Rica           | 8   | 6  | 2  | 0  | 15  | 8   | 7   | 83,3% |
| Dinamarca            | 2   | 0  | 0  | 2  | 2   | 8   | -6  | 0%    |
| Egipte               | 1   | 1  | 0  | 0  | 2   | 0   | 2   | 100%  |
| Equador              | 41  | 28 | 9  | 4  | 103 | 35  | 68  | 75,6% |
| Emirats Àrabs Units  | 1   | 1  | 0  | 0  | 2   | 0   | 2   | 100%  |
| Escòcia              | 4   | 2  | 1  | 1  | 10  | 4   | 6   | 58,3% |
| Eslovènia            | 1   | 1  | 0  | 0  | 2   | 0   | 2   | 100%  |
| Espanya              | 8   | 0  | 5  | 3  | 6   | 11  | -5  | 20,8% |
| Estats Units         | 6   | 2  | 2  | 2  | 8   | 6   | 2   | 44,4% |
| Estònia              | 2   | 1  | 0  | 1  | 3   | 2   | 1   | 50%   |
| Finlàndia            | 2   | 2  | 0  | 0  | 8   | 1   | 7   | 100%  |
| França               | 6   | 2  | 3  | 1  | 7   | 4   | 3   | 50%   |
| Gal·les              | 1   | 0  | 1  | 0  | 0   | 0   | 0   | 33,3% |
| Geòrgia              | 1   | 0  | 0  | 1  | 0   | 2   | -2  | 0%    |
| Ghana                | 1   | 0  | 1  | 0  | 1   | 1   | 0   | 33,3% |
| Guatemala            | 1   | 0  | 0  | 1  | 0   | 1   | -1  | 0%    |
| Haití                | 3   | 1  | 2  | 0  | 1   | 0   | 1   | 55,6% |
| Hondures             | 2   | 0  | 1  | 1  | 2   | 3   | -1  | 16,7% |
| Hongria              | 4   | 1  | 2  | 1  | 6   | 6   | 0   | 41,7% |
| Índia                | 1   | 1  | 0  | 0  | 3   | 1   | 2   | 100%  |
| Indonèsia            | 3   | 2  | 0  | 1  | 11  | 5   | 6   | 66,7% |
| Iran                 | 1   | 0  | 1  | 0  | 1   | 1   | 0   | 33,3% |
| República d'Irlanda  | 3   | 2  | 1  | 0  | 6   | 3   | 3   | 77,8% |
| Irlanda del Nord     | 3   | 1  | 0  | 2  | 1   | 4   | -3  | 33,3% |
| Israel               | 6   | 4  | 1  | 1  | 13  | 8   | 5   | 72,2% |
| Itàlia               | 8   | 3  | 3  | 2  | 8   | 7   | 1   | 50%   |
| Jamaica              | 2   | 1  | 0  | 1  | 3   | 2   | 1   | 50%   |
| Japó                 | 4   | 2  | 1  | 1  | 12  | 9   | 3   | 58,3% |
| Líbia                | 2   | 2  | 0  | 0  | 5   | 3   | 2   | 100%  |
| Luxemburg            | 1   | 1  | 0  | 0  | 1   | 0   | 1   | 100%  |
| Marroc               | 1   | 1  | 0  | 0  | 1   | 0   | 1   | 100%  |
| Mèxic                | 19  | 5  | 7  | 7  | 23  | 25  | -2  | 38,6% |
| Noruega              | 2   | 1  | 1  | 0  | 3   | 2   | 1   | 66,7% |
| Nova Zelanda         | 2   | 1  | 1  | 0  | 9   | 2   | 7   | 66,7% |
| Països Baixos        | 6   | 3  | 1  | 2  | 9   | 7   | 2   | 55,5% |
| Panamà               | 1   | 1  | 0  | 0  | 6   | 1   | 5   | 100%  |
| Paraguai             | 70  | 29 | 16 | 25 | 106 | 91  | 15  | 49,0% |
| Perú                 | 60  | 33 | 13 | 14 | 99  | 53  | 46  | 62,2% |
| Polònia              | 2   | 0  | 1  | 1  | 2   | 3   | -1  | 16,7% |
| Portugal             | 2   | 0  | 1  | 1  | 1   | 4   | -3  | 16,7% |
| República Txeca      | 5   | 3  | 0  | 2  | 7   | 6   | 1   | 60%   |
| Romania              | 4   | 2  | 1  | 1  | 7   | 2   | 5   | 58,3% |
| Rússia               | 6   | 1  | 0  | 5  | 4   | 13  | -7  | 16,7% |
| Protectorat de Sarre | 1   | 1  | 0  | 0  | 7   | 1   | 6   | 100%  |
| Senegal              | 1   | 0  | 1  | 0  | 3   | 3   | 0   | 33,3% |
| Sèrbia               | 6   | 2  | 1  | 3  | 16  | 8   | 8   | 38,9% |
| Singapur             | 1   | 1  | 0  | 0  | 2   | 1   | 1   | 100%  |
| Sud-àfrica           | 3   | 2  | 1  | 0  | 7   | 3   | 4   | 77,8% |
| Suècia               | 3   | 1  | 0  | 2  | 3   | 6   | -3  | 33,3% |
| Suïssa               | 4   | 3  | 1  | 0  | 13  | 4   | 9   | 83,3% |
| Tunísia              | 1   | 0  | 1  | 0  | 0   | 0   | 0   | 33,3% |
| Turquia              | 1   | 1  | 0  | 0  | 3   | 2   | 1   | 100%  |
| Ucraïna              | 1   | 1  | 0  | 0  | 3   | 2   | 1   | 100%  |
| Veneçuela            | 26  | 16 | 6  | 4  | 55  | 20  | 35  | 69,2% |
| Xile                 | 74  | 41 | 18 | 15 | 131 | 75  | 56  | 63,5% |
| Xina                 | 6   | 3  | 2  | 1  | 9   | 2   | 7   | 61,1% |

| TOTAL | 815 | 355 | 197 | 263 | 1282 | 1021 | 261 | 51,6% |
| ----- | --- | --- | --- | --- | ---- | ---- | --- | ----- |

#### Resultats a la Copa del Món de Futbol
| Oponent         | PJ | PG | PE | PP | GF | GC | Dif | Efe   |
| --------------- | -- | -- | -- | -- | -- | -- | --- | ----- |
| Alemanya        | 4  | 0  | 1  | 3  | 3  | 9  | -6  | 8,3%  |
| Anglaterra      | 2  | 1  | 1  | 0  | 4  | 2  | 2   | 66,7% |
| Argentina       | 2  | 1  | 0  | 1  | 4  | 3  | 1   | 50%   |
| Àustria         | 1  | 0  | 0  | 1  | 1  | 3  | -2  | 0%    |
| Bèlgica         | 1  | 0  | 0  | 1  | 1  | 3  | -2  | 0%    |
| Bolívia         | 1  | 1  | 0  | 0  | 8  | 0  | 8   | 100%  |
| Brasil          | 2  | 1  | 0  | 1  | 3  | 4  | -1  | 50%   |
| Bulgària        | 1  | 0  | 1  | 0  | 1  | 1  | 0   | 33,3% |
| Colòmbia        | 1  | 1  | 0  | 0  | 2  | 1  | 1   | 100%  |
| Corea del Sud   | 2  | 2  | 0  | 0  | 3  | 1  | 2   | 100%  |
| Dinamarca       | 2  | 0  | 0  | 2  | 2  | 8  | -6  | 0%    |
| Escòcia         | 2  | 1  | 1  | 0  | 7  | 0  | 7   | 66,7% |
| Espanya         | 2  | 0  | 2  | 0  | 2  | 2  | 0   | 33,3% |
| França          | 3  | 1  | 2  | 0  | 2  | 1  | 1   | 55,6% |
| Ghana           | 1  | 0  | 1  | 0  | 1  | 1  | 0   | 33,3% |
| Hongria         | 1  | 0  | 0  | 1  | 2  | 4  | -2  | 0%    |
| Israel          | 1  | 1  | 0  | 0  | 2  | 0  | 2   | 100%  |
| Itàlia          | 2  | 0  | 1  | 1  | 0  | 2  | -2  | 16,7% |
| Mèxic           | 2  | 1  | 1  | 0  | 1  | 0  | 1   | 66,7% |
| Països Baixos   | 2  | 0  | 0  | 2  | 2  | 5  | -3  | 0%    |
| Perú            | 1  | 1  | 0  | 0  | 1  | 0  | 0   | 100%  |
| República Txeca | 1  | 1  | 0  | 0  | 2  | 0  | 2   | 100%  |
| Romania         | 1  | 1  | 0  | 0  | 4  | 0  | 0   | 100%  |
| Rússia          | 2  | 1  | 0  | 1  | 2  | 2  | 0   | 50%   |
| Senegal         | 1  | 0  | 1  | 0  | 3  | 3  | 0   | 33,3% |
| Sèrbia          | 2  | 1  | 0  | 1  | 7  | 4  | 3   | 50%   |
| Sud-àfrica      | 1  | 1  | 0  | 0  | 3  | 0  | 3   | 100%  |
| Suècia          | 3  | 1  | 0  | 2  | 3  | 6  | -3  | 33,3% |

| TOTAL | 47 | 18 | 12 | 17 | 76 | 64 | 12 | 46,8% |
| ----- | -- | -- | -- | -- | -- | -- | -- | ----- |

#### Resultats a la Copa Amèrica de futbol
| Oponent      | PJ | PG | PE | PP | GF | GC | Dif | Efe   |
| ------------ | -- | -- | -- | -- | -- | -- | --- | ----- |
| Argentina    | 30 | 13 | 4  | 13 | 35 | 40 | -5  | 47,8% |
| Bolívia      | 15 | 12 | 1  | 2  | 48 | 6  | 42  | 82,2% |
| Brasil       | 26 | 9  | 8  | 9  | 40 | 37 | 3   | 44,9% |
| Colòmbia     | 11 | 6  | 2  | 3  | 18 | 9  | 9   | 60,6% |
| Costa Rica   | 2  | 1  | 1  | 0  | 3  | 2  | 1   | 66,7% |
| Equador      | 17 | 13 | 1  | 3  | 62 | 16 | 46  | 78,4% |
| Estats Units | 1  | 1  | 0  | 0  | 1  | 0  | 1   | 100%  |
| Hondures     | 2  | 0  | 1  | 1  | 2  | 3  | -1  | 16,7% |
| Mèxic        | 5  | 1  | 2  | 2  | 6  | 8  | -2  | 33,3% |
| Paraguai     | 25 | 14 | 5  | 6  | 53 | 32 | 21  | 61,1% |
| Perú         | 20 | 12 | 2  | 6  | 21 | 10 | 11  | 65,0% |
| Veneçuela    | 8  | 6  | 2  | 0  | 21 | 5  | 16  | 83,3% |
| Xile         | 28 | 18 | 4  | 6  | 61 | 27 | 34  | 69,0% |

| TOTAL | 190 | 106 | 33 | 51 | 393 | 211 | 182 | 61,6% |
| ----- | --- | --- | -- | -- | --- | --- | --- | ----- |

#### Resultats per dècades
Nota: No inclou Jocs Panamericans ni competicions de seleccions jovenils o d'altres competicions de futbol, com ara futbol platja, futsal o futbol femení.

##### 1900 - 1909
| #  | Data                   | Ciutat       | Competició | Local     |  | Resultat |  | Visitant  |
| -- | ---------------------- | ------------ | ---------- | --------- |  | -------- |  | --------- |
| 1  | 16 de maig de 1901     | Montevideo   | Amistós    | Uruguai   |  | 2:3      |  | Argentina |
| 2  | 20 de juliol de 1902   | Montevideo   | Amistós    | Uruguai   |  | 0:6      |  | Argentina |
| 3  | 13 de setembre de 1903 | Buenos Aires | Amistós    | Argentina |  | 2:3      |  | Uruguai   |
| 4  | 15 d'agost de 1905     | Buenos Aires | Amistós    | Argentina |  | 0:0      |  | Uruguai   |
| 5  | 15 d'agost de 1906     | Montevideo   | Amistós    | Uruguai   |  | 2:0      |  | Argentina |
| 6  | 21 d'octubre de 1906   | Buenos Aires | Amistós    | Argentina |  | 1:2      |  | Uruguai   |
| 7  | 15 d'agost de 1907     | Buenos Aires | Amistós    | Argentina |  | 2:1      |  | Uruguai   |
| 8  | 6 d'octubre de 1907    | Montevideo   | Amistós    | Uruguai   |  | 1:2      |  | Argentina |
| 9  | 15 d'agost de 1908     | Montevideo   | Amistós    | Uruguai   |  | 2:2      |  | Argentina |
| 10 | 13 de setembre de 1908 | Buenos Aires | Amistós    | Argentina |  | 2:1      |  | Uruguai   |
| 11 | 4 d'octubre de 1908    | Buenos Aires | Amistós    | Argentina |  | 0:1      |  | Uruguai   |
| 12 | 15 d'agost de 1909     | Buenos Aires | Amistós    | Argentina |  | 2:1      |  | Uruguai   |
| 13 | 19 de setembre de 1909 | Montevideo   | Amistós    | Uruguai   |  | 2:2      |  | Argentina |
| 14 | 10 d'octubre de 1909   | Buenos Aires | Amistós    | Argentina |  | 3:1      |  | Uruguai   |

##### 1910 - 1919
| #  | Data                   | Ciutat         | Competició                           | Local     |           | Resultat  |           | Visitant  |
| -- | ---------------------- | -------------- | ------------------------------------ | --------- | --------- | --------- | --------- | --------- |
| 15 | 29 de maig de 1910     | Buenos Aires   | Amistós                              | Uruguai   | Uruguai   | 3:0       | Xile      | Xile      |
| 16 | 12 de juliol de 1910   | Buenos Aires   | Amistós                              | Argentina | Argentina | 4:1       | Uruguai   | Uruguai   |
| 17 | 15 d'agost de 1910     | Montevideo     | Amistós                              | Uruguai   | Uruguai   | 3:1       | Argentina | Argentina |
| 18 | 13 de novembre de 1910 | Buenos Aires   | Amistós                              | Argentina | Argentina | 1:1       | Uruguai   | Uruguai   |
| 19 | 27 de novembre de 1910 | Buenos Aires   | Amistós                              | Argentina | Argentina | 2:6       | Uruguai   | Uruguai   |
| 20 | 30 d'abril de 1911     | Montevideo     | Amistós                              | Uruguai   | Uruguai   | 1:2       | Argentina | Argentina |
| 21 | 15 d'agost de 1911     | Buenos Aires   | Amistós                              | Argentina | Argentina | 0:2       | Uruguai   | Uruguai   |
| 22 | 17 de setembre de 1911 | Montevideo     | Amistós                              | Uruguai   | Uruguai   | 2:3       | Argentina | Argentina |
| 23 | 8 d'octubre de 1911    | Montevideo     | Amistós                              | Uruguai   | Uruguai   | 1:1       | Argentina | Argentina |
| 24 | 22 d'octubre de 1911   | Buenos Aires   | Amistós                              | Argentina | Argentina | 2:0       | Uruguai   | Uruguai   |
| 25 | 29 d'octubre de 1911   | Montevideo     | Amistós                              | Uruguai   | Uruguai   | 3:0       | Argentina | Argentina |
| 26 | 25 de febrer de 1912   | Avellaneda     | Amistós                              | Argentina | Argentina | 2:0       | Uruguai   | Uruguai   |
| 27 | 15 d'agost de 1912     | Montevideo     | Amistós                              | Uruguai   | Uruguai   | 2:0       | Argentina | Argentina |
| 28 | 25 d'agost de 1912     | Montevideo     | Amistós                              | Uruguai   | Uruguai   | 3:0       | Argentina | Argentina |
| 29 | 22 de setembre de 1912 | Buenos Aires   | Amistós                              | Argentina | Argentina | 0:1       | Uruguai   | Uruguai   |
| 30 | 6 d'octubre de 1912    | Avellaneda     | Amistós                              | Argentina | Argentina | 3:3       | Uruguai   | Uruguai   |
| 31 | 1 de desembre de 1912  | Montevideo     | Amistós                              | Uruguai   | Uruguai   | 1:3       | Argentina | Argentina |
| 32 | 27 d'abril de 1913     | Buenos Aires   | Amistós                              | Argentina | Argentina | 0:0       | Uruguai   | Uruguai   |
| 33 | 27 d'abril de 1913     | Montevideo     | Amistós                              | Uruguai   | Uruguai   | 4:0 (3:0) | Argentina | Argentina |
| 34 | 15 de juny de 1913     | Avellaneda     | Amistós                              | Argentina | Argentina | 1:1       | Uruguai   | Uruguai   |
| 35 | 9 de juliol de 1913    | Avellaneda     | Amistós                              | Argentina | Argentina | 2:1       | Uruguai   | Uruguai   |
| 36 | 13 de juliol de 1913   | Montevideo     | Amistós                              | Uruguai   | Uruguai   | 5:4 (3:2) | Argentina | Argentina |
| 37 | 15 d'agost de 1913     | Avellaneda     | Amistós                              | Argentina | Argentina | 4:0       | Uruguai   | Uruguai   |
| 38 | 31 d'agost de 1913     | Buenos Aires   | Amistós                              | Argentina | Argentina | 2:0       | Uruguai   | Uruguai   |
| 39 | 28 de setembre de 1913 | Buenos Aires   | Amistós                              | Argentina | Argentina | 4:0 (1:0) | Uruguai   | Uruguai   |
| 40 | 5 d'octubre de 1913    | Montevideo     | Amistós                              | Uruguai   | Uruguai   | 1:0       | Argentina | Argentina |
| 41 | 26 d'octubre de 1913   | Montevideo     | Amistós                              | Uruguai   | Uruguai   | 1:0       | Argentina | Argentina |
| 42 | 30 d'agost de 1914     | Montevideo     | Amistós                              | Uruguai   | Uruguai   | 3:2 (3:1) | Argentina | Argentina |
| 43 | 13 de setembre de 1914 | Buenos Aires   | Amistós                              | Argentina | Argentina | 2:1 (1:0) | Uruguai   | Uruguai   |
| 44 | 15 de novembre de 1914 | Montevideo     | Amistós                              | Uruguai   | Uruguai   | 3:2 (2:2) | Argentina | Argentina |
| 45 | 22 de novembre de 1914 | Buenos Aires   | Amistós                              | Argentina | Argentina | 3:0 (2:0) | Uruguai   | Uruguai   |
| 46 | 18 de juliol de 1915   | Montevideo     | Amistós                              | Uruguai   | Uruguai   | 2:3       | Argentina | Argentina |
| 47 | 15 d'agost de 1915     | Buenos Aires   | Amistós                              | Argentina | Argentina | 2:1       | Uruguai   | Uruguai   |
| 48 | 12 de setembre de 1915 | Montevideo     | Amistós                              | Uruguai   | Uruguai   | 2:0       | Argentina | Argentina |
| 49 | 2 de juliol de 1916    | Buenos Aires   | Campionat Sud-americà de futbol 1916 | Uruguai   | Uruguai   | 4:0 (1:0) | Xile      | Xile      |
| 50 | 12 de juliol de 1916   | Buenos Aires   | Campionat Sud-americà de futbol 1916 | Uruguai   | Uruguai   | 2:1 (0:1) | Brasil    | Brasil    |
| 51 | 17 de juliol de 1916   | Buenos Aires   | Campionat Sud-americà 1916           | Argentina | Argentina | 0:0       | Uruguai   | Uruguai   |
| 52 | 15 d'agost de 1916     | Montevideo     | Amistós                              | Uruguai   | Uruguai   | 1:2       | Argentina | Argentina |
| 53 | 15 d'agost de 1916     | Avellaneda     | Amistós                              | Argentina | Argentina | 3:1       | Uruguai   | Uruguai   |
| 54 | 1 d'octubre de 1916    | Montevideo     | Amistós                              | Uruguai   | Uruguai   | 0:1       | Argentina | Argentina |
| 55 | 1 d'octubre de 1916    | Avellaneda     | Amistós                              | Argentina | Argentina | 7:2       | Uruguai   | Uruguai   |
| 56 | 29 d'octubre de 1916   | Montevideo     | Amistós                              | Uruguai   | Uruguai   | 3:1       | Argentina | Argentina |
| 57 | 18 de juliol de 1917   | Montevideo     | Amistós                              | Uruguai   | Uruguai   | 0:2       | Argentina | Argentina |
| 58 | 15 d'agost de 1916     | Avellaneda     | Amistós                              | Argentina | Argentina | 1:0       | Uruguai   | Uruguai   |
| 59 | 2 de setembre de 1917  | Montevideo     | Amistós                              | Uruguai   | Uruguai   | 1:0       | Argentina | Argentina |
| 60 | 30 de setembre de 1917 | Montevideo     | Campionat Sud-americà de futbol 1917 | Uruguai   | Uruguai   | 4:0 (2:0) | Xile      | Xile      |
| 61 | 7 d'octubre de 1917    | Montevideo     | Campionat Sud-americà 1917           | Uruguai   | Uruguai   | 4:0 (2:0) | Brasil    | Brasil    |
| 62 | 14 d'octubre de 1917   | Montevideo     | Campionat Sud-americà 1917           | Uruguai   | Uruguai   | 1:0 (0:0) | Argentina | Argentina |
| 63 | 18 de juliol de 1918   | Montevideo     | Amistós                              | Uruguai   | Uruguai   | 1:1 (1:1) | Argentina | Argentina |
| 64 | 28 de juliol de 1918   | Montevideo     | Amistós                              | Uruguai   | Uruguai   | 3:1 (2:1) | Argentina | Argentina |
| 65 | 15 d'agost de 1918     | Buenos Aires   | Amistós                              | Argentina | Argentina | 0:0       | Uruguai   | Uruguai   |
| 66 | 25 d'agost de 1918     | Buenos Aires   | Amistós                              | Argentina | Argentina | 2:1 (2:1) | Uruguai   | Uruguai   |
| 67 | 20 de setembre de 1918 | Montevideo     | Amistós                              | Uruguai   | Uruguai   | 1:1       | Argentina | Argentina |
| 68 | 29 de setembre de 1918 | Buenos Aires   | Amistós                              | Argentina | Argentina | 2:0 (2:0) | Uruguai   | Uruguai   |
| 69 | 13 de maig de 1919     | Rio de Janeiro | Campionat Sud-americà 1919           | Uruguai   | Uruguai   | 3:2 (2:1) | Argentina | Argentina |
| 70 | 17 de maig de 1919     | Rio de Janeiro | Campionat Sud-americà 1919           | Uruguai   | Uruguai   | 2:0 (2:0) | Xile      | Xile      |
| 71 | 26 de maig de 1919     | Rio de Janeiro | Campionat Sud-americà 1919           | Brasil    | Brasil    | 2:2 (1:2) | Uruguai   | Uruguai   |
| 72 | 29 de maig de 1919     | Rio de Janeiro | Campionat Sud-americà 1919           | Brasil    | Brasil    | 1:0 (0:0) | Uruguai   | Uruguai   |
| 73 | 18 de juliol de 1919   | Montevideo     | Amistós                              | Uruguai   | Uruguai   | 4:1       | Argentina | Argentina |
| 74 | 24 d'agost de 1919     | Montevideo     | Amistós                              | Uruguai   | Uruguai   | 2:1       | Argentina | Argentina |
| 75 | 7 de setembre de 1919  | Buenos Aires   | Amistós                              | Argentina | Argentina | 1:2       | Uruguai   | Uruguai   |
| 76 | 19 d'octubre de 1919   | Buenos Aires   | Amistós                              | Argentina | Argentina | 6:1       | Uruguai   | Uruguai   |

##### 1920 - 1929
| #   | Data                   | Ciutat         | Competició                           | Local         |               | Resultat       |              | Visitant     |
| --- | ---------------------- | -------------- | ------------------------------------ | ------------- | ------------- | -------------- | ------------ | ------------ |
| 77  | 7 de desembre de 1920  | Montevideo     | Amistós                              | Uruguai       | Uruguai       | 4:2 (2:2, 1:1) | Argentina    | Argentina    |
| 78  | 18 de juliol de 1920   | Montevideo     | Amistós                              | Uruguai       | Uruguai       | 2:0            | Argentina    | Argentina    |
| 79  | 25 de juliol de 1920   | Buenos Aires   | Amistós                              | Argentina     | Argentina     | 1:3            | Uruguai      | Uruguai      |
| 80  | 8 d'agost de 1920      | Buenos Aires   | Amistós                              | Argentina     | Argentina     | 1:0            | Uruguai      | Uruguai      |
| 81  | 12 de setembre de 1920 | Valparaíso     | Campionat Sud-americà de futbol 1920 | Uruguai       | Uruguai       | 1:1 (1:0)      | Argentina    | Argentina    |
| 82  | 18 de setembre de 1920 | Valparaíso     | Campionat Sud-americà 1920           | Uruguai       | Uruguai       | 6:0 (3:0)      | Brasil       | Brasil       |
| 83  | 3 d'octubre de 1920    | Valparaíso     | Campionat Sud-americà 1920           | Xile          | Xile          | 1:2 (0:1)      | Uruguai      | Uruguai      |
| 84  | 9 d'octubre de 1921    | Buenos Aires   | Campionat Sud-americà 1921           | Paraguai      | Paraguai      | 2:1 (1:0)      | Uruguai      | Uruguai      |
| 85  | 23 d'octubre de 1921   | Buenos Aires   | Campionat Sud-americà 1921           | Uruguai       | Uruguai       | 2:1 (2:0)      | Brasil       | Brasil       |
| 86  | 30 d'octubre de 1921   | Buenos Aires   | Campionat Sud-americà 1921           | Argentina     | Argentina     | 1:0 (0:0)      | Uruguai      | Uruguai      |
| 87  | 2 de novembre de 1921  | Montevideo     | Amistós                              | Uruguai       | Uruguai       | 4:2            | Paraguai     | Paraguai     |
| 88  | 23 de setembre de 1922 | Rio de Janeiro | Campionat Sud-americà 1922           | Uruguai       | Uruguai       | 2:0 (2:0)      | Xile         | Xile         |
| 89  | 1 d'octubre de 1922    | Rio de Janeiro | Campionat Sud-americà 1922           | Brasil        | Brasil        | 0:0            | Uruguai      | Uruguai      |
| 90  | 8 d'octubre de 1922    | Rio de Janeiro | Campionat Sud-americà 1922           | Uruguai       | Uruguai       | 1:0 (1:0)      | Argentina    | Argentina    |
| 91  | 12 d'octubre de 1922   | Rio de Janeiro | Campionat Sud-americà 1922           | Paraguai      | Paraguai      | 1:0 (1:0)      | Uruguai      | Uruguai      |
| 92  | 12 de novembre de 1922 | Montevideo     | Amistós                              | Uruguai       | Uruguai       | 1:0            | Argentina    | Argentina    |
| 93  | 10 de desembre de 1922 | Montevideo     | Amistós                              | Uruguai       | Uruguai       | 1:0            | Argentina    | Argentina    |
| 94  | 17 de desembre de 1922 | Buenos Aires   | Amistós                              | Argentina     | Argentina     | 2:2            | Uruguai      | Uruguai      |
| 95  | 24 de juny de 1923     | Buenos Aires   | Amistós                              | Argentina     | Argentina     | 0:0            | Uruguai      | Uruguai      |
| 96  | 15 de juliol de 1923   | Buenos Aires   | Amistós                              | Argentina     | Argentina     | 2:2            | Uruguai      | Uruguai      |
| 97  | 22 de juliol de 1923   | Montevideo     | Amistós                              | Uruguai       | Uruguai       | 2:2            | Argentina    | Argentina    |
| 98  | 30 de setembre de 1923 | Montevideo     | Amistós                              | Uruguai       | Uruguai       | 0:2            | Argentina    | Argentina    |
| 99  | 4 de novembre de 1923  | Montevideo     | Campionat Sud-americà de futbol 1923 | Uruguai       | Uruguai       | 2:0 (1:0)      | Paraguai     | Paraguai     |
| 100 | 25 de novembre de 1923 | Montevideo     | Campionat Sud-americà 1923           | Uruguai       | Uruguai       | 2:1 (0:0)      | Brasil       | Brasil       |
| 101 | 2 de desembre de 1923  | Montevideo     | Campionat Sud-americà 1923           | Uruguai       | Uruguai       | 2:0 (1:0)      | Argentina    | Argentina    |
| 102 | 25 de maig de 1924     | Montevideo     | Amistós                              | Uruguai       | Uruguai       | 2:0 (1:0)      | Argentina    | Argentina    |
| 103 | 25 de maig de 1924     | Buenos Aires   | Amistós                              | Argentina     | Argentina     | 4:0 (3:0)      | Uruguai      | Uruguai      |
| 104 | 26 de maig de 1924     | París          | Jocs Olímpics 1924                   | Iugoslàvia    | Iugoslàvia    | 0:7 (0:3)      | Uruguai      | Uruguai      |
| 105 | 29 de maig de 1924     | París          | Jocs Olímpics 1924                   | Uruguai       | Uruguai       | 3:0 (3:0)      | Estats Units | Estats Units |
| 106 | 1 de juny de 1924      | París          | Jocs Olímpics 1924                   | França        | França        | 1:5 (1:2)      | Uruguai      | Uruguai      |
| 107 | 6 de juny de 1924      | París          | Jocs Olímpics 1924                   | Països Baixos | Països Baixos | 1:2 (1:0)      | Uruguai      | Uruguai      |
| 108 | 9 de juny de 1924      | París          | Jocs Olímpics 1924                   | Suïssa        | Suïssa        | 0:3 (0:1)      | Uruguai      | Uruguai      |
| 109 | 21 de setembre de 1924 | Montevideo     | Amistós                              | Uruguai       | Uruguai       | 1:1            | Argentina    | Argentina    |
| 110 | 2 d'octubre de 1924    | Buenos Aires   | Amistós                              | Argentina     | Argentina     | 2:1            | Uruguai      | Uruguai      |
| 111 | 12 d'octubre de 1924   | Santiago       | Amistós                              | Xile          | Xile          | 0:1            | Uruguai      | Uruguai      |
| 112 | 19 d'octubre de 1924   | Montevideo     | Campionat Sud-americà 1924           | Uruguai       | Uruguai       | 5:0 (1:0)      | Xile         | Xile         |
| 113 | 26 d'octubre de 1924   | Montevideo     | Campionat Sud-americà 1924           | Uruguai       | Uruguai       | 3:1 (2:1)      | Paraguai     | Paraguai     |
| 114 | 2 de novembre de 1924  | Montevideo     | Campionat Sud-americà 1924           | Uruguai       | Uruguai       | 0:0            | Argentina    | Argentina    |
| 115 | 14 de juliol de 1925   | Montevideo     | Amistós                              | Uruguai       | Uruguai       | 0:1            | Paraguai     | Paraguai     |
| 116 | 18 de juliol de 1925   | Montevideo     | Amistós                              | Uruguai       | Uruguai       | 0:1            | Paraguai     | Paraguai     |
| 117 | 15 d'agost de 1925     | Asunción       | Amistós                              | Paraguai      | Paraguai      | 1:0            | Uruguai      | Uruguai      |
| 118 | 19 d'agost de 1925     | Asunción       | Amistós                              | Paraguai      | Paraguai      | 0:1            | Uruguai      | Uruguai      |
| 119 | 23 d'agost de 1925     | Asunción       | Amistós                              | Paraguai      | Paraguai      | 0:0            | Uruguai      | Uruguai      |
| 120 | 17 d'octubre de 1926   | Santiago       | Campionat Sud-americà de futbol 1926 | Xile          | Xile          | 1:3 (0:2)      | Uruguai      | Uruguai      |
| 121 | 24 d'octubre de 1926   | Santiago       | Campionat Sud-americà 1926           | Uruguai       | Uruguai       | 2:0 (1:0)      | Argentina    | Argentina    |
| 122 | 28 d'octubre de 1926   | Santiago       | Campionat Sud-americà 1926           | Uruguai       | Uruguai       | 6:0 (4:0)      | Bolívia      | Bolívia      |
| 123 | 1 de novembre de 1926  | Santiago       | Campionat Sud-americà 1926           | Uruguai       | Uruguai       | 6:1 (3:0)      | Paraguai     | Paraguai     |
| 124 | 14 de juliol de 1927   | Montevideo     | Amistós                              | Uruguai       | Uruguai       | 0:1            | Argentina    | Argentina    |
| 125 | 30 d'agost de 1927     | Buenos Aires   | Amistós                              | Argentina     | Argentina     | 0:1            | Uruguai      | Uruguai      |
| 126 | 1 de novembre de 1927  | Lima           | Campionat Sud-americà 1927           | Perú          | Perú          | 0:4 (0:0)      | Uruguai      | Uruguai      |
| 127 | 6 de novembre de 1927  | Lima           | Campionat Sud-americà 1927           | Uruguai       | Uruguai       | 9:0 (3:0)      | Bolívia      | Bolívia      |
| 128 | 20 de novembre de 1927 | Lima           | Campionat Sud-americà 1927           | Argentina     | Argentina     | 3:2 (0:1)      | Uruguai      | Uruguai      |
| 129 | 10 de desembre de 1927 | Santiago       | Amistós                              | Xile          | Xile          | 2:3            | Uruguai      | Uruguai      |
| 130 | 30 de maig de 1928     | Amsterdam      | Jocs Olímpics 1928                   | Països Baixos | Països Baixos | 0:2 (0:1)      | Uruguai      | Uruguai      |
| 131 | 3 de juny de 1928      | Amsterdam      | Jocs Olímpics 1928                   | Alemanya      | Alemanya      | 1:4 (0:2)      | Uruguai      | Uruguai      |
| 132 | 7 de juny de 1928      | Amsterdam      | Jocs Olímpics 1928                   | Itàlia        | Itàlia        | 2:3 (1:3)      | Uruguai      | Uruguai      |
| 133 | 10 de juny de 1928     | Amsterdam      | Jocs Olímpics 1928                   | Uruguai       | Uruguai       | 1:1 (1:1, 1:0) | Argentina    | Argentina    |
| 134 | 13 de juny de 1928     | Amsterdam      | Jocs Olímpics 1928                   | Uruguai       | Uruguai       | 2:1 (1:1)      | Argentina    | Argentina    |
| 135 | 15 d'agost de 1928     | Asunción       | Amistós                              | Paraguai      | Paraguai      | 3:1            | Uruguai      | Uruguai      |
| 136 | 18 d'agost de 1928     | Asunción       | Amistós                              | Paraguai      | Paraguai      | 1:1            | Uruguai      | Uruguai      |
| 137 | 30 d'agost de 1928     | Avellaneda     | Amistós                              | Argentina     | Argentina     | 1:0            | Uruguai      | Uruguai      |
| 138 | 21 de setembre de 1928 | Montevideo     | Amistós                              | Uruguai       | Uruguai       | 2:2            | Argentina    | Argentina    |
| 139 | 16 de juny de 1929     | Montevideo     | Amistós                              | Uruguai       | Uruguai       | 1:1            | Argentina    | Argentina    |
| 140 | 16 de juny de 1929     | Buenos Aires   | Amistós                              | Argentina     | Argentina     | 2:0            | Uruguai      | Uruguai      |
| 141 | 20 de setembre de 1929 | Montevideo     | Amistós                              | Uruguai       | Uruguai       | 2:1            | Argentina    | Argentina    |
| 142 | 28 de setembre de 1929 | Buenos Aires   | Amistós                              | Argentina     | Argentina     | 0:0            | Uruguai      | Uruguai      |
| 143 | 1 de novembre de 1929  | Buenos Aires   | Campionat Sud-americà 1929           | Paraguai      | Paraguai      | 3:0 (1:0)      | Uruguai      | Uruguai      |
| 144 | 11 de novembre de 1929 | Buenos Aires   | Campionat Sud-americà 1929           | Uruguai       | Uruguai       | 4:1 (3:0)      | Perú         | Perú         |
| 145 | 17 de novembre de 1929 | Buenos Aires   | Campionat Sud-americà 1929           | Argentina     | Argentina     | 2:0 (1:0)      | Uruguai      | Uruguai      |

##### 2010 -
| #    | Data                   | Ciutat                                         | Competició                                               | Local      |                     | Resultat                  |               | Visitant      |
| ---- | ---------------------- | ---------------------------------------------- | -------------------------------------------------------- | ---------- | ------------------- | ------------------------- | ------------- | ------------- |
| 787  | 3 de març de 2010      | Sankt Gallen                                   | Amistós                                                  | Suïssa     | Suïssa              | 1:3 (1:1)                 | Uruguai       | Uruguai       |
| 788  | 26 de maig de 2010     | Montevideo                                     | Amistós                                                  | Uruguai    | Uruguai             | 4:1 (2:1)                 | Israel        | Israel        |
| 789  | 11 de juny de 2010     | Ciutat del Cap                                 | Copa del Món de futbol de 2010                           | Uruguai    | Uruguai             | 0:0                       | França        | França        |
| 790  | 16 de juny de 2010     | Pretòria                                       | Copa del Món de futbol de 2010                           | Sud-àfrica | Sud-àfrica          | 0:3 (0:1)                 | Uruguai       | Uruguai       |
| 791  | 22 de juny de 2010     | Rustenburg                                     | Copa del Món de futbol de 2010                           | Mèxic      | Mèxic               | 0:1 (0:1)                 | Uruguai       | Uruguai       |
| 792  | 26 de juny de 2010     | Port Elizabeth                                 | Copa del Món de futbol de 2010                           | Uruguai    | Uruguai             | 2:1 (1:0)                 | Corea del Sud | Corea del Sud |
| 793  | 2 de juliol de 2010    | Johannesburg                                   | Copa del Món de futbol de 2010                           | Uruguai    | Uruguai             | 1:1 (1:1, 0:1) (4:2 pen.) | Ghana         | Ghana         |
| 794  | 6 de juliol de 2010    | Ciutat del Cap                                 | Copa del Món de futbol de 2010                           | Uruguai    | Uruguai             | 2:3 (1:1)                 | Països Baixos | Països Baixos |
| 795  | 10 de juliol de 2010   | Port Elizabeth                                 | Copa del Món de futbol de 2010                           | Uruguai    | Uruguai             | 2:3 (1:1)                 | Alemanya      | Alemanya      |
| 796  | 11 d'agost de 2010     | Lisboa                                         | Amistós                                                  | Angola     | Angola              | 0:2 (0:0)                 | Uruguai       | Uruguai       |
| 797  | 8 d'octubre de 2010    | Jakarta                                        | Amistós                                                  | Indonèsia  | Indonèsia           | 1:7 (1:2)                 | Uruguai       | Uruguai       |
| 798  | 12 d'octubre de 2010   | Wuhan                                          | Amistós                                                  | Xina       | Xina                | 0:4 (0:0)                 | Uruguai       | Uruguai       |
| 799  | 17 de novembre de 2010 | Santiago                                       | Amistós                                                  | Xile       | Xile                | 2:0 (1:0)                 | Uruguai       | Uruguai       |
| 800  | 25 de març de 2011     | Tallinn                                        | Amistós                                                  | Estònia    | Estònia             | 2:0 (0:0)                 | Uruguai       | Uruguai       |
| 801  | 29 de març de 2011     | Dublín                                         | Amistós                                                  | Irlanda    | República d'Irlanda | 2:3 (1:3)                 | Uruguai       | Uruguai       |
| 802  | 29 de maig de 2011     | Sinsheim                                       | Amistós                                                  | Alemanya   | Alemanya            | 2:1 (2:0)                 | Uruguai       | Uruguai       |
| 803  | 8 de juny de 2011      | Montevideo                                     | Amistós                                                  | Uruguai    | Uruguai             | 1:1 (0:0) (4:3 pen.)      | Països Baixos | Països Baixos |
| 804  | 23 de juny de 2011     | Rivera                                         | Amistós                                                  | Uruguai    | Uruguai             | 3:0 (1:0)                 | Estònia       | Estònia       |
| 805  | 4 de juliol de 2011    | San Juan                                       | Copa Amèrica de futbol 2011                              | Uruguai    | Uruguai             | 1:1 (1:1)                 | Perú          | Perú          |
| 806  | 8 de juliol de 2011    | Mendoza                                        | Copa Amèrica de futbol 2011                              | Uruguai    | Uruguai             | 1:1 (0:0)                 | Xile          | Xile          |
| 807  | 12 de juliol de 2011   | [[La Plata (ciutat de l'Argentina)\|La Plata]] | Copa Amèrica de futbol 2011                              | Uruguai    | Uruguai             | 1:0 (1:0)                 | Mèxic         | Mèxic         |
| 808  | 16 de juliol de 2011   | Santa Fe                                       | Copa Amèrica de futbol 2011                              | Argentina  | Argentina           | 1:1 (1:1, 1:1) (4:5 pen.) | Uruguai       | Uruguai       |
| 809  | 19 de juliol de 2011   | La Plata                                       | Copa Amèrica de futbol 2011                              | Perú       | Perú                | 0:2 (0:0)                 | Uruguai       | Uruguai       |
| 810  | 24 de juliol de 2011   | Buenos Aires                                   | Copa Amèrica de futbol 2011                              | Uruguai    | Uruguai             | 3:0 (2:0)                 | Paraguai      | Paraguai      |
| 811  | 2 de setembre de 2011  | Khàrkiv                                        | Amistós                                                  | Ucraïna    | Ucraïna             | 2:3 (2:1)                 | Uruguai       | Uruguai       |
| 812  | 7 d'octubre de 2011    | Montevideo                                     | Classificació de la Copa del Món de futbol 2014-CONMEBOL | Uruguai    | Uruguai             | 4:2 (3:1)                 | Bolívia       | Bolívia       |
| 813  | 11 d'octubre de 2011   | Asunción                                       | Classificació de la Copa del Món de futbol 2014-CONMEBOL | Paraguai   | Paraguai            | 1:1 (0:0)                 | Uruguai       | Uruguai       |
| 814  | 11 de novembre de 2011 | Montevideo                                     | Classificació de la Copa del Món de futbol 2014-CONMEBOL | Uruguai    | Uruguai             | 4:0 (2:0)                 | Xile          | Xile          |
| 815  | 15 de novembre de 2011 | Roma                                           | Amistós                                                  | Itàlia     | Itàlia              | 0:1 (0:1)                 | Uruguai       | Uruguai       |
| 816  | 29 de febrer de 2012   | Bucarest                                       | Amistós                                                  | Romania    | Romania             | 1:1 (0:1)                 | Uruguai       | Uruguai       |
| 816b | 25 de maig de 2012     | Moscou                                         | Amistós                                                  | Rússia     | Rússia              | 1:1 (0:1)                 | Uruguai       | Uruguai       |
| 817  | 2 de juny de 2012      | Montevideo                                     | Classificació de la Copa del Món de futbol 2014-CONMEBOL | Uruguai    | Uruguai             | 1:1 (1:0)                 | Veneçuela     | Veneçuela     |
| 818  | 10 de juny de 2012     | Montevideo                                     | Classificació de la Copa del Món de futbol 2014-CONMEBOL | Uruguai    | Uruguai             | 4:2 (2:1)                 | Perú          | Perú          |
| 819  | 7 de setembre de 2012  | Bogotà                                         | Classificació de la Copa del Món de futbol 2014-CONMEBOL | Colòmbia   | Colòmbia            |                           | Uruguai       | Uruguai       |
| 820  | 11 de setembre de 2012 | Montevideo                                     | Classificació de la Copa del Món de futbol 2014-CONMEBOL | Uruguai    | Uruguai             |                           | Equador       | Equador       |
| 821  | 12 d'octubre de 2012   | Buenos Aires                                   | Classificació de la Copa del Món de futbol 2014-CONMEBOL | Argentina  | Argentina           |                           | Uruguai       | Uruguai       |
| 822  | 16 d'octubre de 2012   | La Paz                                         | Classificació de la Copa del Món de futbol 2014-CONMEBOL | Bolívia    | Bolívia             |                           | Uruguai       | Uruguai       |
| 823  | 22 de març de 2013     | Montevideo                                     | Classificació de la Copa del Món de futbol 2014-CONMEBOL | Uruguai    | Uruguai             |                           | Paraguai      | Paraguai      |
| 824  | 26 de març de 2013     | Santiago                                       | Classificació de la Copa del Món de futbol 2014-CONMEBOL | Xile       | Xile                |                           | Uruguai       | Uruguai       |
| 825  | 11 de juny de 2013     | Maracaibo                                      | Classificació de la Copa del Món de futbol 2014-CONMEBOL | Veneçuela  | Veneçuela           |                           | Uruguai       | Uruguai       |
| 826  | 8 de setembre de 2013  | Lima                                           | Classificació de la Copa del Món de futbol 2014-CONMEBOL | Perú       | Perú                |                           | Uruguai       | Uruguai       |
| 827  | 10 de setembre de 2013 | Montevideo                                     | Classificació de la Copa del Món de futbol 2014-CONMEBOL | Uruguai    | Uruguai             |                           | Colòmbia      | Colòmbia      |
| 828  | 11 d'octubre de 2013   | Quito                                          | Classificació de la Copa del Món de futbol 2014-CONMEBOL | Equador    | Equador             |                           | Uruguai       | Uruguai       |
| 829  | 15 d'octubre de 2013   | Montevideo                                     | Classificació de la Copa del Món de futbol 2014-CONMEBOL | Uruguai    | Uruguai             |                           | Argentina     | Argentina     |

### Partits recents
| Uruguai                   | 4 – 0 (pr.) | Xile |
| ------------------------- | ----------- | ---- |
| Suárez 42', 45', 68', 74' | Crònica     |      |

| Itàlia | 0 – 1 (pr.) | Uruguai         |
| ------ | ----------- | --------------- |
|        | Crònica     | S. Fernández 3' |

| Romania    | 1 – 1 (pr.) | Uruguai   |
| ---------- | ----------- | --------- |
| Stancu 50' | Crònica     | Cavani 2' |

| Rússia       | 1 – 1 (pr.) | Uruguai    |
| ------------ | ----------- | ---------- |
| Kerjakov 49' | Crònica     | Suárez 48' |

#### Proper partit
| França | v (pr.) | Uruguai |
| ------ | ------- | ------- |
|        |         |         |

 Grand Stade du Havre, Le Havre

## Jugadors

### Jugadors destacats

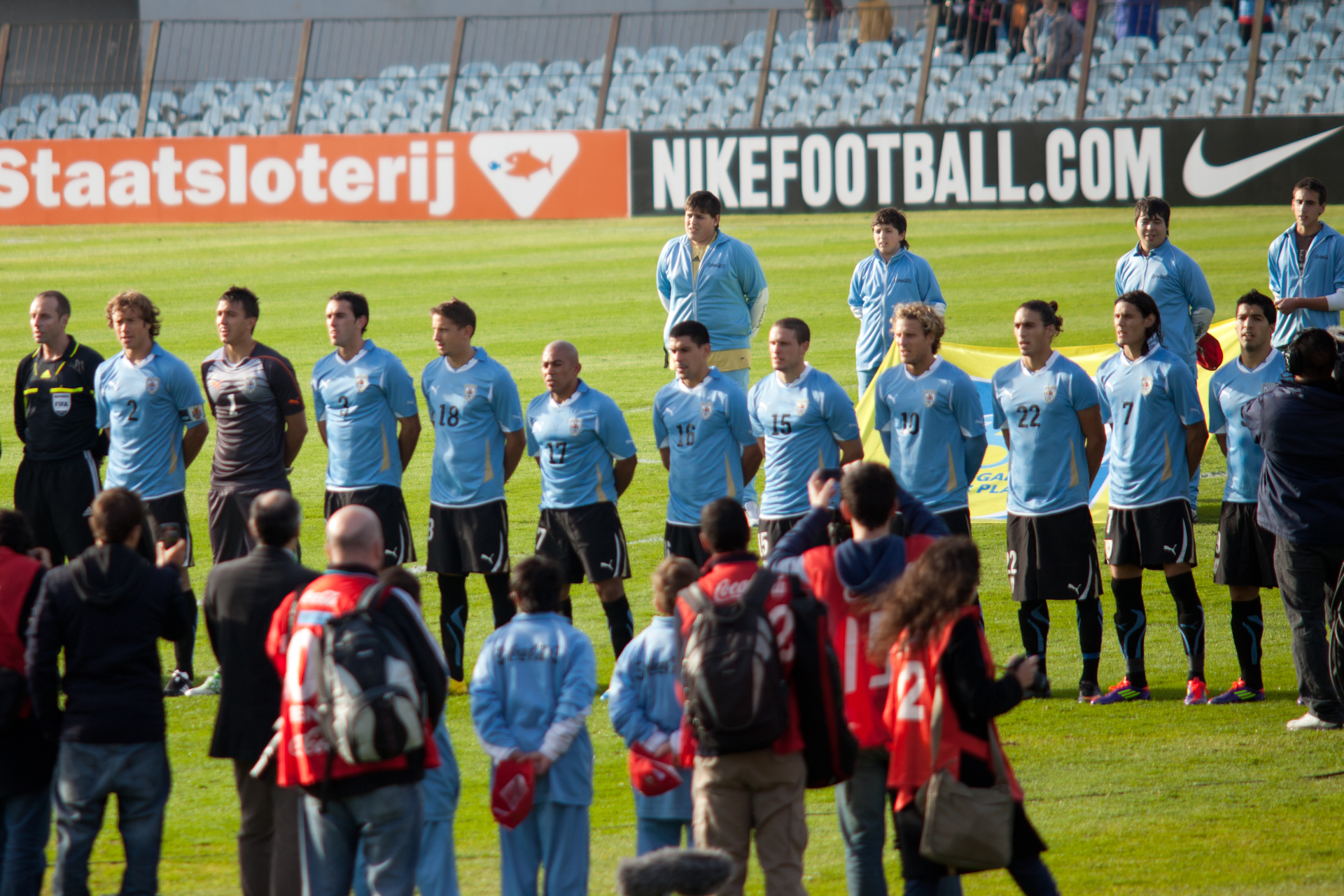
La selecció de l'Uruguai durant la Copa Amèrica 2011.

| - Carlos Aguilera - José Leandro Andrade - Víctor Rodríguez Andrade - Pablo Bengoechea - Julio Montero Castillo - Luis Alberto Cubilla - Víctor Espárrago - Daniel Fonseca - Diego Forlán - Javier Chevantón - Enzo Francescoli - Diego Lugano | - Paolo Montero - José Nasazzi - Óscar Míguez - Rubén Paz - Álvaro Recoba - Ángel Romano - José Santamaría - Héctor Scarone - Juan Alberto Schiaffino - Rubén Sosa - Obdulio Varela - Darío Silva | - Ladislao Mazurkiewicz - Richard Morales - Venancio Ramos - Víctor Hugo Diogo - Darío Pereyra - Roberto Matosas - Pedro Virgilio Rocha - Fernando Álvez - Alcides Ghiggia - Pedro Petrone - Gustavo Poyet - Sebastián Abreu |